# Daitrosister irregularis
Daitrosister irregularis är en skalbaggsart som först beskrevs av August Reichensperger 1938.  Daitrosister irregularis ingår i släktet Daitrosister och familjen stumpbaggar. Inga underarter finns listade i Catalogue of Life.